# アクセル・ノルドグレン

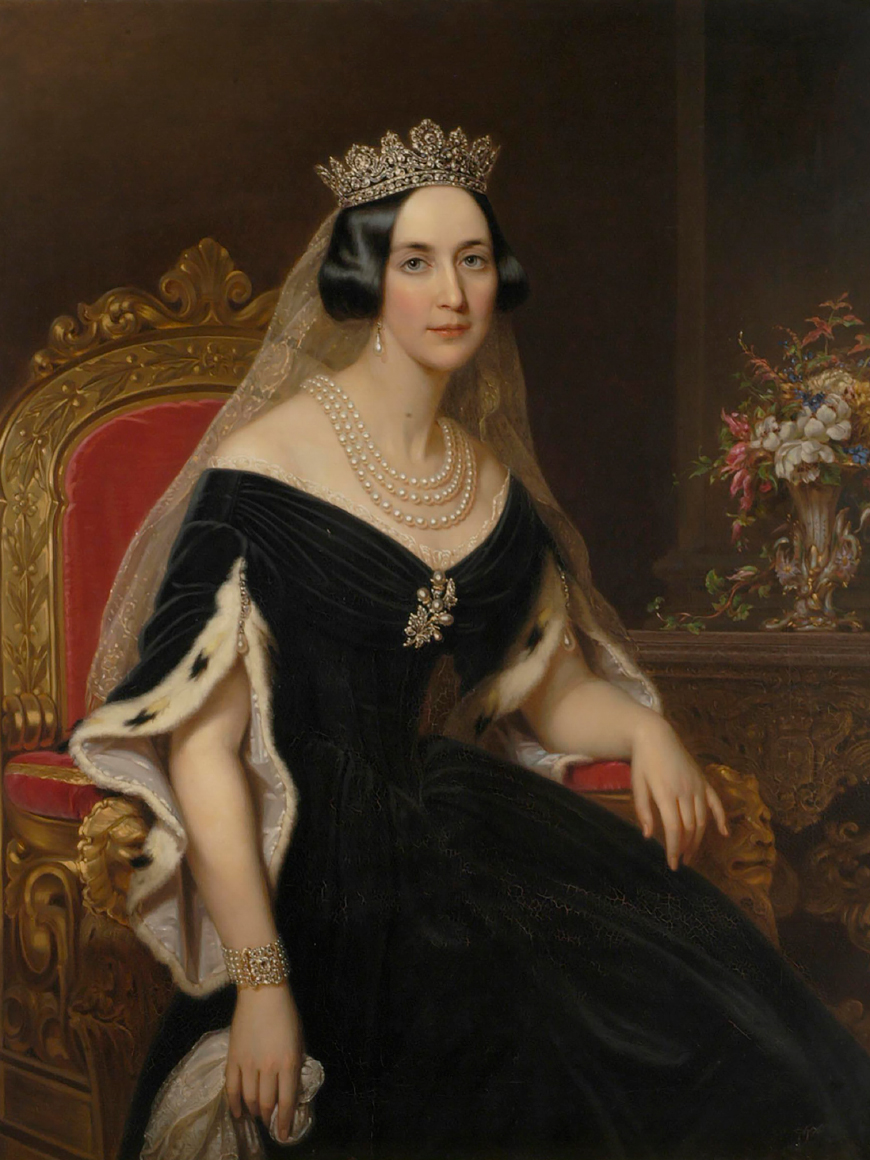
ノルドグレンによるスウェーデン王妃ジョゼフィーヌ・ド・ボアルネの肖像画

アクセル・ヴィルヘルム・ノルドグレン（Axel Wilhelm Nordgren,1828年12月5日 - 1888年2月12日）は、スウェーデンの画家である。肖像画や風景画を描いた。

## 略歴
ストックホルムで生まれた。父親のカール・ヴィルヘルム・ノルドグレン(Carl Wilhelm Nordgren: 1804–1857)は有名な肖像画家で、父親から絵を学んだ。1845年からスウェーデン王立美術院でも学んだ後、1851年に当時皇太子であったカール15世の奨学金を得て、ドイツに留学し、デュッセルドルフ美術アカデミーに入学し、風景画家のアンドレアス・アッヒェンバッハやハンス・ギューデに学んだ。同時期のノルウエー出身の学生のモルテン・ミュラー(Morten Müller: 1828–1911)と親しくなり、夏は、ミュラーやギューデとノルウェーを写生旅行した。1857年から亡くなるまでデュッセルドルフの美術家協会、「Malkasten」の会員であった 。1857年にノルウエー生まれの女性と結婚した。1868年にスウェーデン王立美術院の会員に選ばれた。
デュッセルドルフを拠点に活動したが、1871年にはオランダを旅し、1870年代にはスウェーデンの画家、グスタフ・リュードベリ(Gustaf Rydberg: 1835-1933)とスウェーデン南部の海岸沿いを旅した。1870年代にリヨンやウィーンの展覧会で入賞した。
晩年はドイツの景気後退から経済的に困窮したとされる。1888年にデュッセルドルフで亡くなった。

## 作品

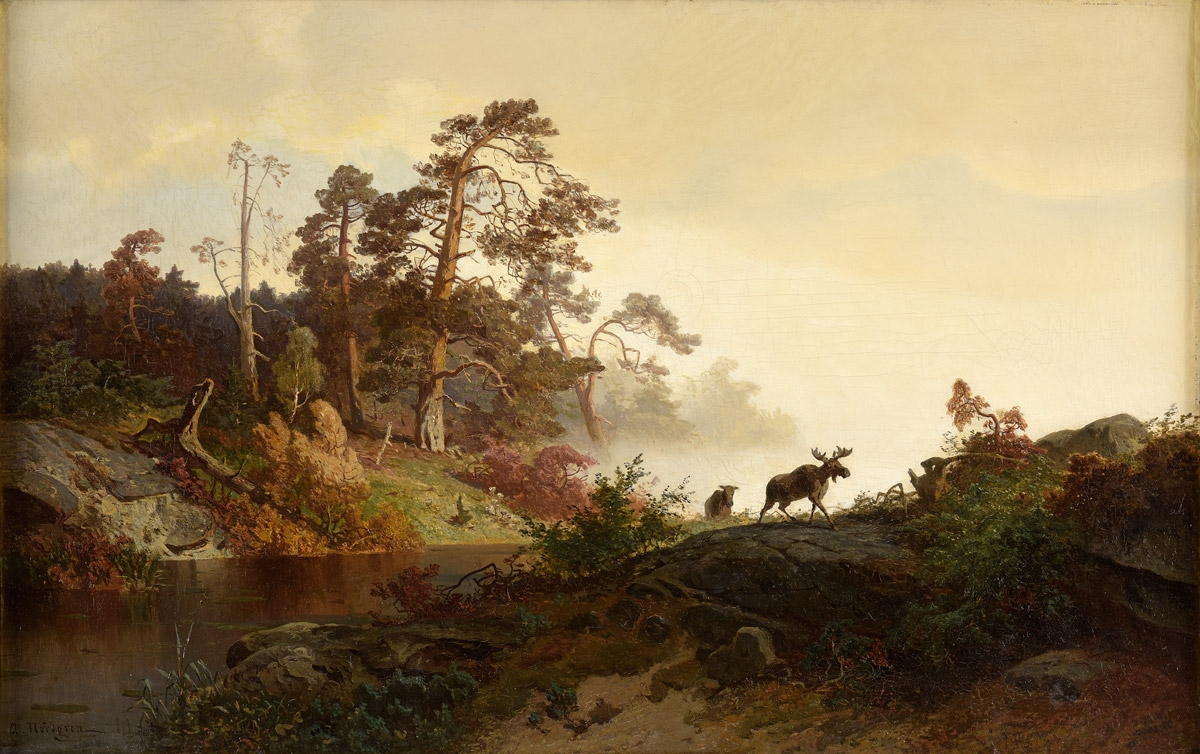
川を渡るヘラジカ
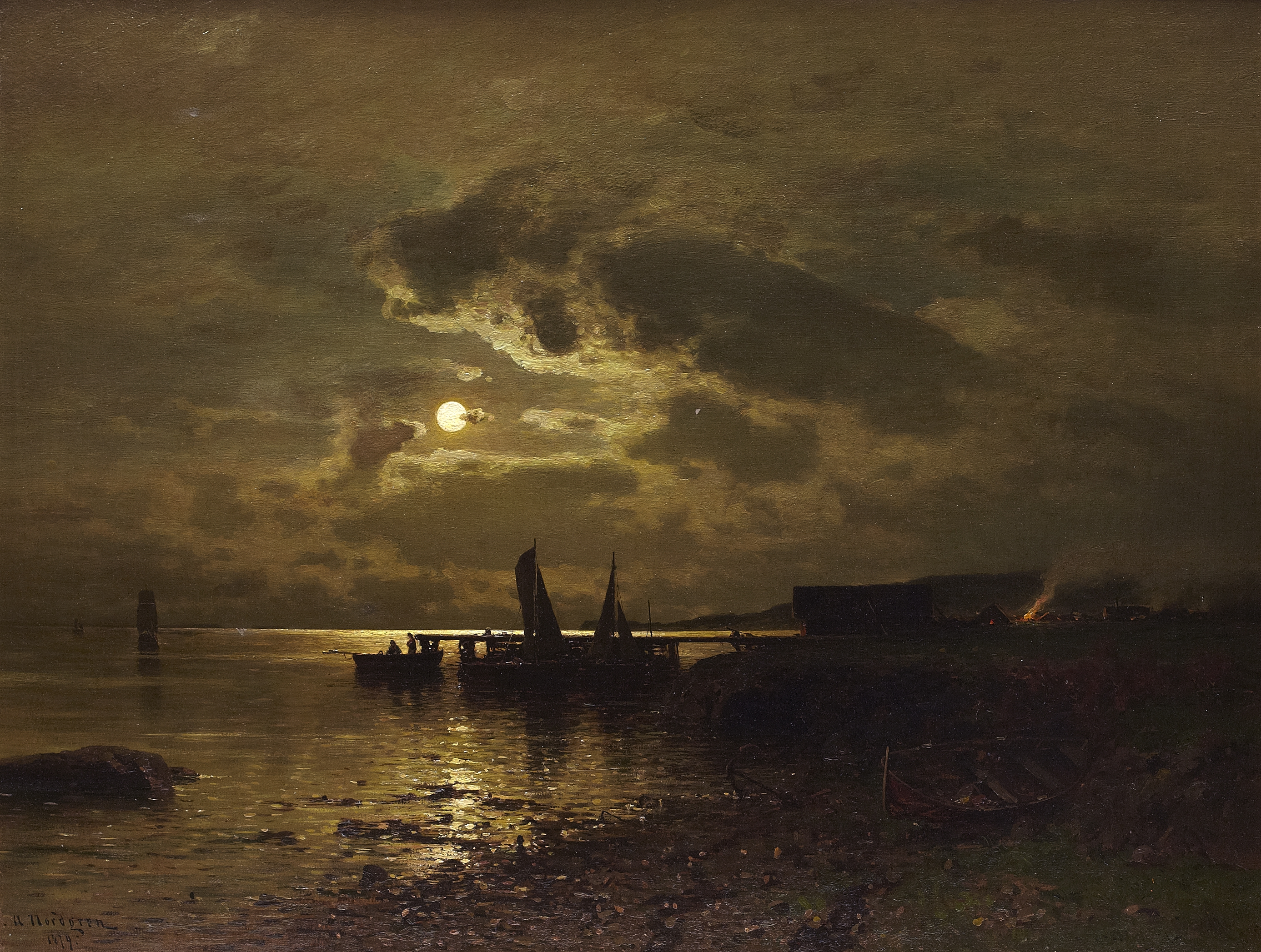
月明りの下の漁船のある風景
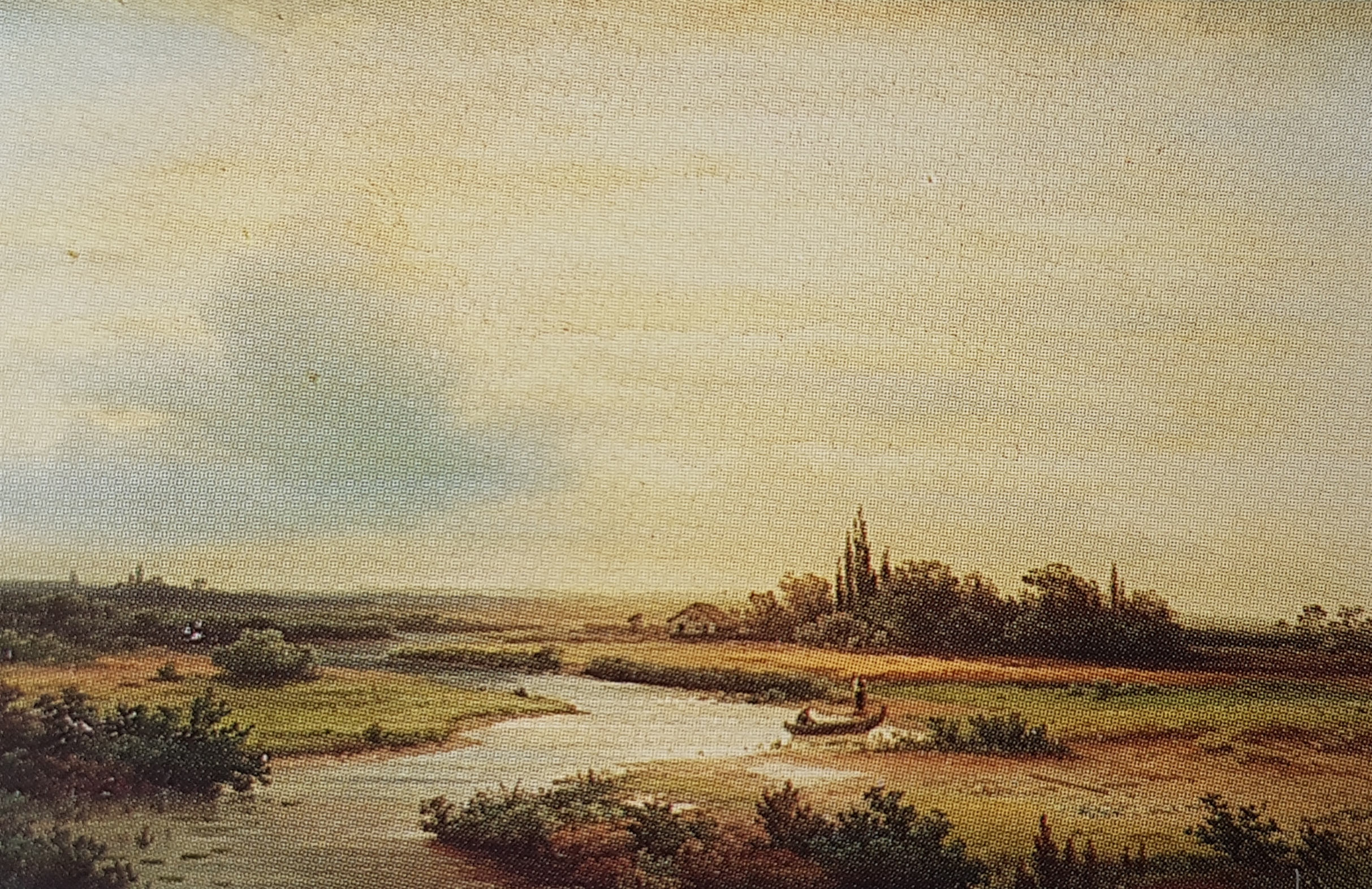
デュッセルドルフ近郊の風景